# Tortura médica

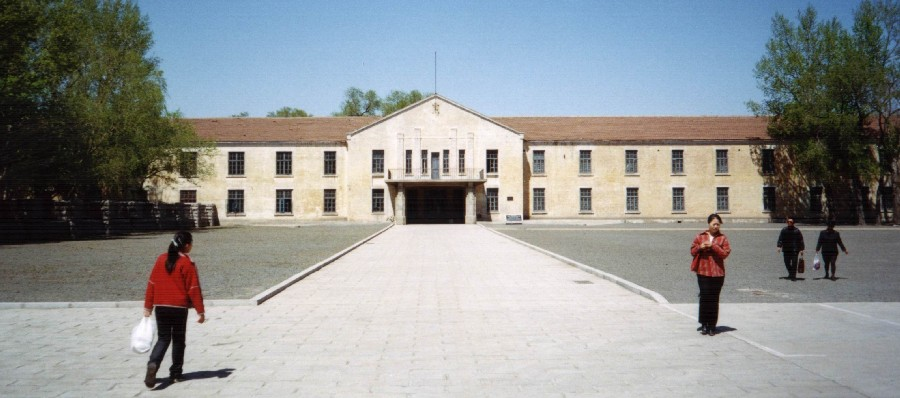
Una de las construcciones abierta a los turistas del Escuadrón 731

Tortura médica describe la intervención y participación activa en ciertas ocasiones de los profesionales médicos en actos de tortura, ya sea para conocer lo que las víctimas puedan llegar a soportar, para aplicar los tratamientos que intensifiquen la tortura, o como tortura propiamente dicha. La tortura médica puede implicar el uso de los conocimientos médicos del profesional para facilitar el interrogatorio, el castigo corporal para experimentación humana o la autorización y aprobación de la tortura en prisioneros. El término también abarca experimentación científica (o seudocientífica) sobre seres humanos reacios a tales prácticas.

## Ética médica y leyes internacionales
Se acepta que la tortura médica viola los principios éticos que cualquier profesional se supone debe respetar:
- En el Juramento Hipocrático se especifica que la práctica se ceñirá al beneficio de los enfermos. Esta declaración se traduce como "iré por el beneficio de los enfermos, absteniéndome de todo error voluntario y corrupción". Estas afirmaciones se enmarcan dentro de los principios éticos de beneficencia y no maleficencia.
- Como respuesta a la experimentación nazi con prisioneros humanos, que fue declarada en los Juicios de Núremberg como "crímenes contra la humanidad", la Asociación Médica Mundial desarrolló la Declaración de Génova para suplantar el ya anticuado Juramento Hipocrático. La Declaración de Génova pide a los profesionales médicos que afirmen: "Yo (el profesional), mantendré el máximo respeto por la vida humana desde su inicio incluso bajo amenaza, y no usaré mi conocimiento médico en contra de las leyes de la humanidad".
- Los juicios de Núremberg también llevaron al código de Núremberg, que explícitamente esboza los límites de lo que es una experimentación médica aceptable.
- La cuarta convención de Génova de 1949 prohíbe directamente la tortura de los prisioneros de guerra y los no combatientes.
- La Declaración de Tokio[1] (1975) de la Asociación Médica Mundial establece una serie de afirmaciones específicas contra la tortura, incluyendo que "el doctor no debe tolerar, obviar o participar en la práctica de la tortura".
- La Convención de las Naciones Unidas contra la Tortura no solo se refiere al equipo médico, y prohíbe la práctica de la tortura bajo ninguna circunstancia. El texto explícitamente establece que no existe excepción a este tratado bajo la cual se permita la tortura.
- Los principios de la ética médica de las Naciones Unidas referidas al papel del personal sanitario en la protección de prisioneros y detenidos contra tortura y cualquier otro tratamiento cruel, inhumano o degradante, o castigo (ONU, 1982), se refiere específicamente a los trabajadores médicos pero no existe ningún mecanismo para asegurar su aplicación.

## Casos documentados
- Entre 1937 y 1945, personal médico japonés perteneciente a la Unidad 731 participó en la tortura y asesinato de más de diez mil chinos, rusos, estadounidenses, y otros prisioneros de guerra durante la segunda guerra sino-japonesa.[2]
- Durante la Segunda Guerra Mundial, el régimen nazi en Alemania practicó la experimentación médica humana en un elevado número de personas recluidas en los campos de concentración. Cabe destacar los experimentos del Dr. Josef Mengele en Auschwitz.[3]

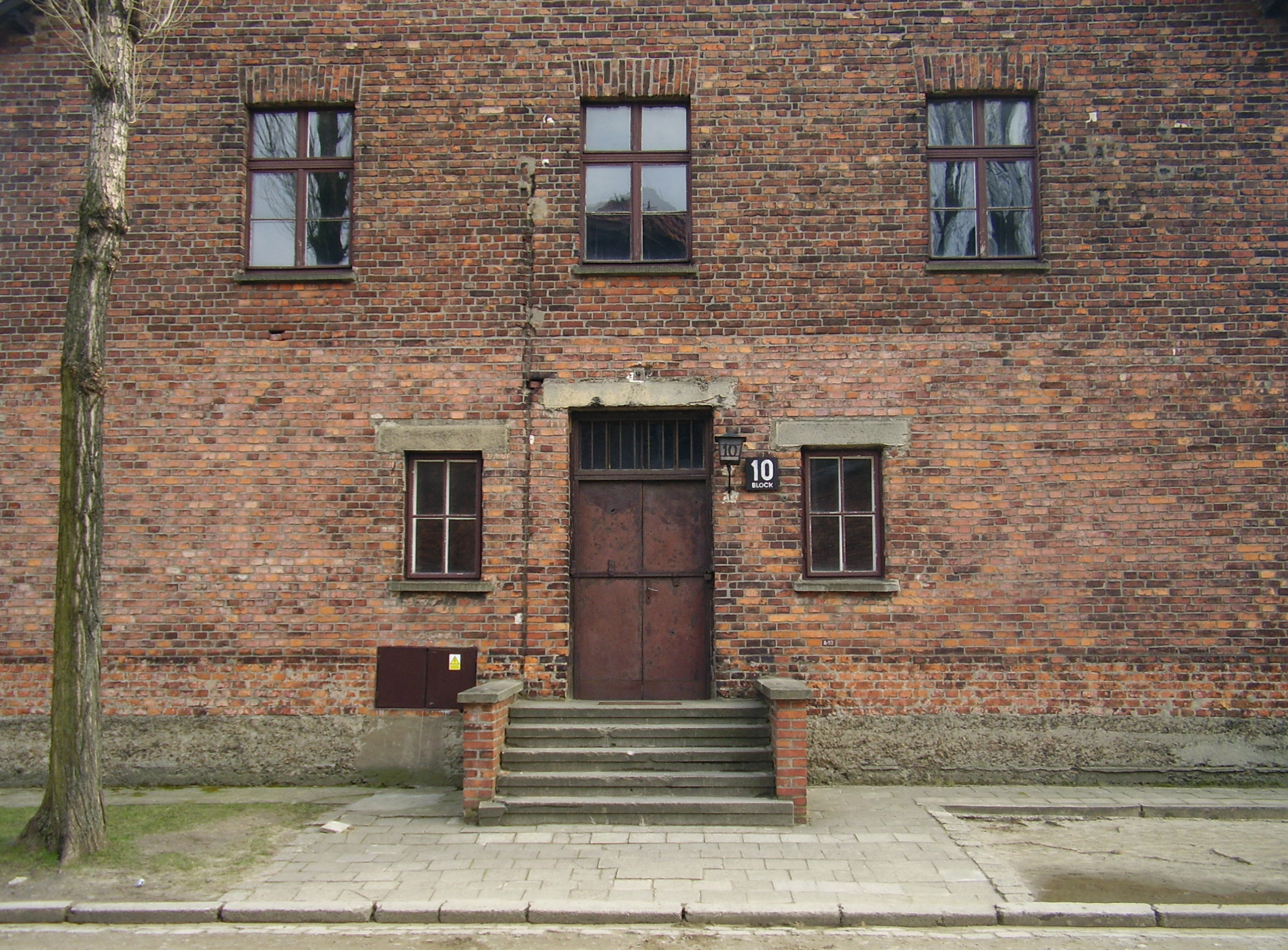
Bloque médico experimental en Auschwitz

- Los cirujanos japoneses también practicaron la vivisección para torturar prisioneros estadounidenses en varias islas del Pacífico.[4]
- Hillary Clinton, Secretaría de Estado de Estados Unidos reconoció y ofreció disculpas por un estudio de investigación realizado entre 1946 a 1948, en el que sin consentimiento se expusieron a 1500[5] guatemaltecos internados en cárceles locales a prostitutas infectadas con sífilis o gonorrea como parte de un experimento cuyo objetivo era buscar las dosis de penicilina que producirían profilaxis y/o cura de esas enfermedades[6]
- Se han llevado a cabo numerosas reivindicaciones acerca del uso de la terapia electroconvulsiva y las lobotomías prefrontales, así como otros tratamientos psiquiátricos similares, que en ocasiones han sido ejecutados no en interés de los pacientes, sino como castigo por malos comportamientos o para hacer al paciente más fácil de manejar. El clásico ejemplo de esto es lo que ocurría en el hospital Lake Alice, en Nueva Zelanda, a principios de los años 70. Los niños y adolescentes del hospital eran castigados por rutina con un tratamiento electroconvulsivo. Algunos gobiernos, como el de Noruega y Nueva Zelanda, han estado desde entonces pagando las terapias de quienes lo sufrieron. La OMS ha pedido que se prohíba la electroconvulsión no modificada, y afirma que en ninguna de sus formas debiera ser un tratamiento utilizado en niños.[7]

## Casos con ayuda médica o profesional
De acuerdo con el Centro por los Derechos Constitucionales, en la campaña de Cuidadores del Dolor (Healers Harm), profesionales de la salud fueron cómplices de tortura y abusos de los detenidos durante la llamada «guerra contra el terrorismo» del presidente de Estados Unidos George W. Bush. Los profesionales de la salud son aquellos que ha sido adiestrados o licenciados en la profesión de sanar, incluyendo: médicos, psiquiatras, examinadores médicos, psicólogos y enfermeros. Todas estas profesiones estuvieron implicadas en tortura y abuso de prisioneros en prisiones secretas y centros militares de detención de la CIA, como es el caso de Guantánamo, Afganistán e Irak.
Entre otras cosas, estos profesionales de la salud:
- Realizaron tácticas abusivas y legitimizaron falsamente su uso.
- Aconsejaron a los interrogadores en los métodos de abuso que se aprovechan de las vulnerabilidades de los presos.
- Usaron procedimientos médicos para herir prisioneros.
- Midieron el dolor y monitorizaron interrogatorios que arriesgaban dejar a los prisioneros en necesidad de tratamiento.
- Comprobaron que los prisioneros fueran capaces de sobrevivir a más abusos.
- Condicionaron el tratamiento médico o de salud mental en cooperación con los interrogatorios.
- Compartieron información confidencial de los pacientes que fue usada para herir a los presos.
- Ocultaron pruebas de tortura y abusos.
- Hicieron la vista gorda a un trato cruel.

Los Consejos de licenciatura estatales y las asociaciones profesionales tienen la responsabilidad de defender la ética médica y mantener a los profesionales médicos responsables de su participación en el abuso. Hasta la fecha, ninguno de estos cuerpos ha sido investigado por – incluso en algunos casos ni siquiera han admitido – la conducta abusiva de miembros individuales en sus profesiones. En 2009, tras años de negarlo, la Asociación Psicológica Americana reconoció finalmente que los psicólogos eran en realidad parte integral de la política de tortura del gobierno de Bush. Algunos criticaron a la APA por no responder a las acusaciones de "colusión entre funcionarios de la APA y el aparato de seguridad nacional en la prestación de cobertura ético para la participación de psicólogos en el abuso de detenidos."
Aunque la Asociación Médica Americana ha dejado claro que los médicos no deben participar en interrogatorios de ningún tipo, siguen insistiendo en que «no se tiene conocimiento específico de  médicos  involucrados en abusos o torturas», a pesar de las abundantes pruebas que sabe lo contrario por los documentos y notas del gobierno y la Oficina de Asesoría Legal, un informe del Comité Internacional de la Cruz Roja y varias cuentas de los supervivientes.
Otras cuentas de complicidad médica o profesional en tortura incluye:
- El psicólogo jefe del SERE ("Supervivencia, Evasión, Resistencia y Escape"), el Coronel Morgan Banks, emitió una guía a principios de 2003 para los "consultores de ciencias conductuales", que ayudó a diseñar la estrategia de interrogación del Guantánamo a pesar de que ha negado enfáticamente que él defendiera el uso de las técnicas del SERE para descomponer a los detenidos. El New Yorker, señala que en noviembre de 2001, Banks fue destinado a Afganistán, donde pasó cuatro meses en la base aérea de Bagram, «apoyando a las operaciones de combate contra Al Qaeda y los talibanes».
- Un informe de 2005 Human Rights Watch sugiere que la tortura era una rutina en el gobierno iraquí designado.[11]
- El doctor J.C. Carothers, psiquiatra británico colonial de Kenia, ha estado implicado en el diseño del interrogatorio de los prisioneros Mau Mau.
- De forma similar, se ha dado a entender que el primer ministro provisional iraquí, el doctor Ayad Allawi violó su obligación de ética médica, mientras servía como jefe de Europa Occidental de la policía secreta para el gobierno  Baath ista de Saddam Hussein. Sin embargo, las mismas fuentes alegan que Allawi había abandonado su educación médica en ese punto y el título de médico «le fue conferido por el partido Baath».[12]

## En la ficción
- El actor Michael Palin da vida a un médico torturador en la película Brazil, de Terry Gilliam.
- En la adaptación de la novela de George Orwell 1984, el protagonista, Winston Smith, es sometido a tortura por la policía del pensamiento.
- El actor Gregory Peck interpreta al Dr. Josef Mengele en Los niños del Brasil, de Franklin J. Schaffner.
- La película One Flew Over the Cuckoo's Nest, protagonizada por Jack Nicholson, reflexiona sobre el abuso de las técnicas psiquiátricas, incluyendo la terapia electroconvulsiva y la lobotomía.
- En la serie 24 se utilizan formas variadas de tortura médica (incluyendo alucinógenos e inyecciones) para obtener confesiones e información de terroristas que suponen una amenaza.